# Poroetsjik Kizje: Symfonische suite opus 60
Poroetsjik Kizje is een muziekstuk van de Russische componist Sergej Prokofjev, dat hij componeerde in 1934. Het is een symfonische suite. Oorspronkelijk schreef Prokofjev het als filmmuziek bij de verfilming door Alexander Fajntsimmer van de novelle Poroetsjik Kizje ('Luitenant Kizje') van Joeri Tynjanov. In de novelle schetst Tynjanov de militaire loopbaan van een officier die zijn ontstaan te danken heeft aan een simpele schrijffout van een militaire schrijver. Hoewel hij dus niet echt bestaat, gebeuren er toch bijzondere avonturen met hem, of worden aan hem toegeschreven. Voor de concertzaal stelde Prokofjev later uit de filmmuziek een suite samen, waarin in vijf delen het leven van luitenant Kizje wordt geschetst:
1. De geboorte van Kizje
2. Romance
3. De bruiloft van Kizje
4. Trojka
5. De dood van Kizje

De delen 1, 3 en 5 bevatten de hoogtepunten die zich in een mensenleven voordoen. Deel 1 wordt geopend door een solotrompet. Deel 3 bevat een solo die meestal op een kornet wordt gespeeld. Deel 4 is een trojka (dans).
De opzet van deze suite is enigszins vergelijkbaar met de suite Háry János van Zoltán Kodály uit 1926, die in zes delen het leven van de oude soldaat en fantast Háry János weergeeft.